# Campanula camptoclada
Campanula camptoclada är en klockväxtart som beskrevs av Pierre Edmond Boissier. Campanula camptoclada ingår i släktet blåklockor, och familjen klockväxter. Inga underarter finns listade i Catalogue of Life.